# Hans-Joachim Strüven
Hans-Joachim Strüven ist ein ehemaliger deutscher Basketballspieler.

## Laufbahn
Strüven spielte für den Hamburger TB in der Bundesliga, 1973 wechselte er aus der Hansestadt Hamburg zum Bundesligisten USC Heidelberg und wurde mit der Mannschaft in der Saison 1973/74 deutscher Vizemeister. In der folgenden Spielzeit 1974/75 erreichte der Flügelspieler mit dem USC dasselbe Ergebnis. In der Saison 1976/77 errang er mit den Heidelbergern den neunten deutschen Meistertitel. Im Spieljahr 1977/78 wurde er mit der Mannschaft deutscher Pokalsieger sowie erneut Vizemeister. 1980 musste Strüven mit dem USC den Abstieg aus der Bundesliga hinnehmen. Damit endete seine Spiellaufbahn bei den Heidelbergern.